# فدرالتی
فئودراتی یا فدرالتی (انگلیسی: Foederati) مردمان و شهرهایی بودند که به موجب معاهده ای ، معروف به فئودوس، با روم منعقد شده بودند. در دوران جمهوری روم، این اصطلاح به معنای جامعه بود، اما در دوران امپراتوری روم، برای توصیف کشورهای خارجی، پادشاهی مشتری یا قبایل بربر استفاده می‌شد که امپراتوری در ازای معاونت دریافت نظامی از آنها سود می‌برد. این اصطلاح همچنین، به ویژه در دوران امپراتوری، برای گروه‌هایی از مزدوران «بربره» با اندازه‌های مختلف که معمولاً مجاز به اسکان در داخل امپراتوری بودند، استفاده می‌شد.